# Petelia
(Virgilio, Eneide, libro III. Traduzione di Annibal Caro)
Petelia (Πετελία) è un'antica città della Magna Grecia, più nota come Municipio in età romana. 
In passato oggetto di alcuni errori di localizzazione; pur non potendo escludere l'esistenza di toponimi simili in età antica, non vi è dubbio che l'antica città richiamata dalle fonti storiche e letterarie oggi debba individuarsi nel territorio dell'odierna cittadina di Strongoli in Provincia di Crotone.

## Storia
Antica città della Magna Grecia; l'etimologia del toponimo secondo uno studioso inglese deriverebbe il suo nome da  “Baet Ylia”, "Città di Dio"; secondo altri si tratterebbe invece di un probabile travestimento greco di un nome locale anellenico). Spesso ricordata in epoca romana, sita in forte posizione sul versante orientale della Sila, si affaccia sul Mare Ionio, presso l'odierna Strongoli, dove sono state trovate monete, iscrizioni, una famosa laminetta orfica, reperti e individuati siti archeologici. Fondata, secondo una leggenda rodia, da Filottete dopo la guerra di Troia, le sue campagne furono specialmente conosciute, in età imperiale, per la coltura delle viti aminee.
Ancora prima dei fasti di Kroton, i greci petilini erano rinomati per essere maestri muratori, abili ingegneri ed architetti che venivano ingaggiati dalla madre patria per edificare templi, infrastrutture e grandi opere, oltre ad essere straordinari nell’arte della guerra, per cui seppero intessere rapporti di convenienza e mutuo soccorso con le città della Grecia. A causa di questo tipo di primazia, riuscirono ad assorbire culturalmente prima gli autoctoni Choni e poi i Bruzi e Lucani, tant’è che Petelia fu metropoli per quelle genti, mantenendo sempre una sfera d’indipendenza dalle altre città stato magno greche, compresa Kroton, che non ritenevano opportuno inimicarsela.
Estesa la propria influenza sui Bruzî nel 344, Petelia acquistò con il tempo autonomia da Crotone. 
Dopo qualche anno dalla fine delle guerre pirriche (275 a.C.) è accertata la presenza dei Bretti a Petelia, che stipula un foedus con Roma, come sembra desumersi da un passaggio in Liv. XXIII 20, in cui i Petelini ed i Romani, al momento della guerra annibalica, sono indicati come veteres socii.
Quando nel 218 a.C. ebbe inizio la seconda guerra punica, Petelia rimase fedele a Roma. Con la sconfitta di Canne (216 a.C.) l'esercito romano venne dimezzato ed Annibale, dopo aver conquistato gran parte della penisola e dopo aver lasciato a Capua una guarnigione di 700 uomini, si diresse alla conquista dell'Italia meridionale. Malgrado la generale defezione dei Bretti, che si schierarono con Annibale, Petelia rimase fedele a Roma e fu lungamente assediata dall'esercito cartaginese (215 a.C.) per ben undici mesi, arrivando i petilini a cibarsi delle cortecce e dei ramoscelli teneri di tutte le piante che trovavano in città. 
Durante gli undici mesi di assedio, una piccola delegazione di petelini si recò alla curia romana per chiedere aiuto, ottenendo un netto rifiuto in quanto gli eserciti romani erano impegnati su altri campi di battaglia. I Romani, ben consapevoli delle difficoltà che Petelia avrebbe dovuto fronteggiare, lasciarono libertà di arrendersi alle truppe nemiche.
Quando, alla fine i cartaginesi si apprestavano ad entrare nella città, ormai ridotta allo stremo, i Petelini gridarono dall'alto delle loro mura il disprezzo all'ineluttabile disfatta col famoso grido, riportato dal poeta latino Valerio Massimo: «Itaque Hannibali non Peteliam, sed fidei Petelinae sepulcrum capere contigit» («Così ad Annibale toccò prendere non Petelia, ma il sepolcro della fedeltà petelina»). In conseguenza si elevò a sì gran fama da essere paragonata nella letteratura latina all'eroica Sagunto. Così l'autore latino Silio Italico scrive: «Fumabat versis incensa Petelia tectis, infelix fidei miseraeque secunda Sagunto» («Fumava Petelia incendiata con i tetti riversi, una seconda Sagunto infelice per la fedeltà compassionevole»). Per questo motivo ebbe il titolo di Fidelis, per cui passò alla storia come Fidelis Petelia.
Ricostituita dai Romani (202 a.C.), divenne città federata e riprese la monetazione con la legenda ΠΕΤΗΛΙΝΩΝ e con il sistema divisionale romano; conservò tuttavia la lingua greca, finché non fu elevata a municipio (anno 89) e ascritta alla tribù Cornelia (Gens Cornelia).
La lingua e la cultura greca viene conservata a Petelia anche quando dopo la guerra annibalica è rifondata e (ri)diventa città foederata. Ciò è evidenziato dalle liste dei theorodokoi, che non passano da Crotone, ma da Petelia, ove ad accogliere i theoroi sarà il theorodokos petelino Ophallios, di cui è evidente la radice italica (osca) del nome, a conferma che alla grecità della grande Crotone si sostituisce quella di Petelia. Una iscrizione che attesta questo è quella apposta sul Palazzo Pelaggi, che testimonia la presenza del Ginnasio a Petelia, considerato il luogo in cui si addestravano culturalmente e fisicamente i giovani.
Nell'89 a.C. in seguito alla legge Plautia-Papira cambiò condizione divenendo municipio e fu classificata nella gens Cornelia. 
Durate l'età imperiale Petelia è il più importante centro della crotoniatide.
Tra le epigrafi di quest'epoca molto importante è il testamento di Manio Megonio Leone, patrono municipale, iscritto su base marmorea, con il quale il personaggio cede alla città la sua vigna, il suo terreno più importante oltre che una somma di 10000 sesterzi”.
Nel tardo III secolo si collocano a Roma i Fabii di Petelia, di cui si ricorda Fabia Fuscinilla, moglie del proconsole d’Asia Clodius Celsinus, celebrata in un carmen onorario (CIL VI, 31711), nata a Petelia (Petelina domo orta), sembrerebbe l’unico personaggio petilino che può vantare una dignità senatoria.
Le attestazioni archeologiche di Petelia sono sempre più rade già dall’età del medio impero, e scompaiono del tutto nell’alto medioevo. 
Si torna a trovare riscontri di un abitato, ma non con il toponimo di Petelia ma di Strongoli alla fine del sec. XII: “Metropolis Sancte Severine hos habet suffraganeos episcopos: Hembriacensem, Stroniensem, Genecocastrensem, Cotroniensem, Gerentinum”.

## Monetazione di Petelia
La monetazione di Petelia, interamente in bronzo, fu l'espressione, a partire dal III secolo a.C. dello status di autonomia che la città seppe garantirsi nei rapporti con la potenza di Roma. Inestimabile traccia della monetazione della città, può essere ammirata al British Museum di Londra, dove è custodita anche una laminetta aurea con formula di defixio, importante da un punto di vista giuridico - religioso.

## Questione sulla identificazione del sito
Viene incontrovertibilmente identificata con Strongoli.
L'attuale città di Petilia Policastro (KR) è stata erroneamente in passato ritenuta da storici locali corrispondere all'antica Petelia. Nel corso degli anni, la mole di rinvenimenti archeologici ha definitivamente smentito questa tesi, ma la città dal 1863 ne ha conservato comunque il nome.